# Van Buren (jeu vidéo)
Pour les articles homonymes, voir Van Buren.
 (avril 2024).
Si vous disposez d'ouvrages ou d'articles de référence ou si vous connaissez des sites web de qualité traitant du thème abordé ici, merci de compléter l'article en donnant les références utiles à sa vérifiabilité et en les liant à la section « Notes et références ».
Van Buren était le nom de code donné à Fallout 3, un jeu développé par Black Isle Studios avant qu'Interplay, la société mère de Black Isle, licencie l'équipe de développement PC le 8 décembre 2003 et ferme le studio, ce qui ensuite fit couler le jeu. Van Buren devait continuer la série des Fallout, comme étant la suite de Fallout 2, avant d'être annulé. Le 3 mai 2007, la démo technologique du jeu a été diffusée sur Internet.
Le jeu officiel Fallout 3, développé par Bethesda Softworks, est sorti le 30 octobre 2008. 
Fallout: New Vegas qui fut développé par Obsidian Entertainment (créé par d'anciens employés de Black Isle Studios ) reprend une partie des éléments qui auraient dû être présents dans Van Buren, comme la Légion de César ou le barrage Hoover.

## Développement
Il est à noter que les principaux développeurs de Fallout se sont ensuite retrouvés dans le studio Troika Games (à l'origine d'Arcanum : Engrenages et Sortilèges, notamment). Ils ont alors esquissé un projet assez proche de Fallout (n'étant pas sa suite pour autant). Le projet a coulé avec le studio.
Fallout 3 devait se dérouler autour de l'Utah et du Colorado, mais il aurait dû aussi inclure des zones des états voisins. Le joueur aurait pu visiter des lieux tels que Hoover Dam, Denver, Mesa Verde, et le Grand Canyon.